# Yōjirō Noda
Yōjirō Noda (野田 洋次郎, Noda Yōjirō), né le 5 juillet 1985 à Tokyo au Japon, est un auteur-compositeur-interprète et un acteur japonais. Il est le chanteur principal, auteur-compositeur et guitariste du groupe japonais RADWIMPS et il a également commencé un projet solo, sous le nom de scène illion, en 2012.

## Biographie

### Jeunesse et Radwimps
Yojiro Noda est né à Tokyo, au Japon, d'un père homme d'affaires et d'une mère professeur de piano. De six à neuf ans, Yojiro Noda a vécu aux États-Unis. Il s'est d'abord intéressé à la guitare au collège, après avoir écouté le groupe Oasis. Il a essayé d'apprendre à jouer les accords avec une guitare que sa famille possédait.
Pendant sa première année au lycée Tōin Gakuen à Yokohama, Yojiro Noda rejoint un groupe en 2001 après avoir été invité par un ami à être le chanteur du groupe,. Le groupe s'appelait Radwimps et Yojiro Noda devient le chanteur, le guitariste et le seul auteur-compositeur du groupe. Le groupe sort un premier album indépendant, Radwimps, en 2003, et le groupe fait ses débuts majeurs sous le label Toshiba EMI en 2005. En 2006, le groupe devient très populaire au Japon, avec leur quatrième album Radwimps 4, Okazu no Gohan étant certifié platine.
En 2008, Yojiro Noda produit une chanson pour un autre artiste pour la première fois. Il a écrit et produit la chanson "Labrador" pour la chanteuse japonaise Chara, qui a été utilisée comme piste promotionnelle de premier plan pour son album Honey. En 2015, Noda écrit la chanson "Oaiko" (お あ い こ, "Draw") pour le sixième album studio de Hanaregumi, "What Are You Looking For".

### Carrière solo
Le projet solo de Noda, Illion, a été annoncé pour la première fois en novembre 2012. Il a commencé sa carrière solo afin de se produire à l'étranger, un objectif que son groupe, Radwimps, ne partageait pas. Son premier album, Ubu, est sorti au Japon et en Europe. L'album a été promu avec deux singles, "Brain Drain" en janvier 2013, qui a reçu un vidéoclip exclusif en direct de 24 heures, et "Maharoba", qui a été publié en février 2013. Noda a joué pour la première fois en direct sous le nom d'Illion au O2 Shepherds Bush Empire à Londres le 17 mars 2013. Il a également joué au Indra Musikclub de Hambourg, en Allemagne, le 19 mars. Il avait prévu de se produire au festival de rock Tokyo Rocks à Tokyo le 12 mai, mais l'événement a été annulé.
En 2016, Noda a repris son projet solo Illion avec une série de concerts live en juillet. Cette tournée a débuté par une représentation au Fuji Rock Festival, suivie de deux concerts solo à Tokyo et Osaka, présentés comme sa tournée Illion Japan 2016.

### Autres projets artistiques
En 2015, Noda a fait ses débuts en tant qu'acteur dans le film Pieta in the Toilet, dans lequel il a joué le personnage principal Hiroshi.  Radwimps a également interprété la chanson thème du film, intitulée "Picnic" (ピ ク ニ ッ ク). En mai, Yojiro Noda a fait ses débuts en tant qu'auteur avec Rarirure-ron, un livre d'essais écrits pendant que Radwimps effectuait sa tournée Jikkyō Namachūkei au Japon pour le Grand Prix 2014. Il a aussi pris la décision de jouer dans Pieta in the Toilet à cette même époque.
En 2017, il joue le rôle de Shin Michima dans la série "Million Yen Women".

## Discographie

### Albums
- 2013 : UBU
- 2016 : P.Y.L
- 2024 : The Parades (Original Soundtrack)
- 2024 : WONDER BOY'S AKUMU CLUB

### Singles
- 2016 : Water lily
- 2016 : Hilight
- 2016 : Told U So
- 2017 : Miracle
- 2017 : BANKA
- 2024 : EVERGREEN
- 2024 : LAST LOVE LETTER
- 2024 : PAIN KILLER